# Голубая планета (премия)
Премия «Голубая планета» (англ. Blue Planet Prize) — ежегодная японская награда «за значительный вклад в решение глобальных проблем окружающей среды» — с целью способствовать сохранению красоты Земли для будущих поколений. Одна из трёх крупнейших японских премий наряду с премией Киото и премией Японии. Учреждена в 1992 году в связи с проведением конференции Организации Объединённых Наций по окружающей среде и развитию в июне того года в Рио-де-Жанейро (Саммит Земли). Присуждается фондом компании Asahi Glass. Как правило, награждаются два лауреата, одним из которых может быть организация. Денежная составляющая премии — 50 миллионов иен (более 400 тысяч долларов США) на каждую из двух категорий.
В комитет премии входят академики Японской АН Хироюки Ёсикава (яп. 吉川弘之; глава комитета) и нобелевский лауреат Рёдзи Ноёри. Её называют «Нобелевской премией по экологии».

## Лауреаты
- 1992:  Сюкуро Манабе и International Institute for Environment and Development[англ.]
- 1993: Чарльз Килинг и Международный союз охраны природы
- 1994: Ойген Зайбольд и Лестер Браун
- 1995: Морис Стронг и Берт Болин
- 1996: Уоллес Брокер и MS Swaminathan Research Foundation[англ.]
- 1997: Джеймс Лавлок и Международное общество сохранения природы
- 1998: Михаил Иванович Будыко и Дэвид Брауэр
- 1999: Пол Эрлих и Цюй Гэпин (Qu Geping[англ.])
- 2000: Theo Colborn[англ.] и Karl-Henrik Robèrt[англ.]
- 2001: Роберт Мэй и Норман Майерс
- 2002: Харольд Муни и James Gustave Speth[англ.]
- 2003: Джин Лайкенс / F. Herbert Bormann[англ.] и Võ Quý[англ.]
- 2004: Сьюзан Соломон и Гру Харлем Брунтланн
- 2005: Николас Шеклтон и Gordon H. Sato[англ.]
- 2006:  Акира Мияваки и Emil Salim[англ.]
- 2007: Joseph Sax[англ.] и Эмори Ловинс
- 2008: Клод Лориус и José Goldemberg[англ.]
- 2009: Хирофуми Удзава и Николас Стерн
- 2010: Джеймс Хансен и Роберт Уотсон
- 2011: Джейн Любченко и Barefoot College
- 2012: William E. Rees[англ.] / Mathis Wackernagel[англ.] и Томас Лавджой
- 2013: Taroh Matsuno[англ.] и Daniel Sperling[англ.]
- 2014: Герман Дейли и Дэниэл Хант Дженсен / Instituto Nacional de Biodiversidad[англ.] (INBio)
- 2015: Дасгупта, Парта и Джеффри Сакс
- 2016: Паван Сухдев и Markus Borner[англ.]
- 2017: Ханс Йоахим Шелльнхубер и Гретхен Дейли
- 2018: Brian Walker[англ.] и Malin Falkenmark[швед.]
- 2019: Éric Lambin[фр.] & Джаред Даймонд
- 2020: Дэвид Тилман & Simon Stuart (conservationist)[англ.]
- 2021: Вирабхадран Раманатан & Mohan Munasinghe[англ.]
- 2022: Джигме Сингье Вангчук & Stephen R. Carpenter[англ.]
- 2023: Richard Thompson (marine biologist)[англ.], Tamara Galloway[англ.], Penelope Lindeque | Debarati Guha-Sapir[англ.][5]
- 2024: Роберт Костанца & IPBES[англ.]
- 2025: Robert B. Jackson & Jeremy Leggett[англ.]
- 2026: в прошлые годы объявление происходило в июне